# Book Store

L'iBooks Store su macOS Sierra.

Il Book Store è un negozio on-line per la vendita di contenuti ePub, distribuiti per l'applicazione Libri presente sui sistemi operativi iOS e macOS della Apple. Per il lancio di iPad, avvenuto il 3 aprile 2010, il negozio era disponibile inizialmente solo per il mercato statunitense. Attualmente, il Book Store è disponibile in molti altri paesi, fra cui l'Italia.
Prima della presentazione dell'iPad, gli editori Penguin Books, HarperCollins, Simon & Schuster, Macmillan Publishers e Hachette Book Group USA hanno raggiunto un accordo con Apple per la distribuzione dei loro libri in versione digitale su iBookstore. Altri editori, il giorno della presentazione del prodotto (il 27 gennaio 2010), sono stati invitati a contribuire con i loro prodotti

## Curiosità
Il giorno precedente alla presentazione di iPad, Terry McGraw, CEO di McGraw-Hill, divulgò informazioni a Erin Burnett di CNBC riguardo alla presentazione imminente dell'iPad. Velocemente, la notizia ha fatto il giro dei maggiori siti web e testate d'informazione tecnologica riguardo alle caratteristiche possibili del tablet. McGraw-Hill non è stato incluso tra gli altri editori durante l'evento Apple e congetture dicono che tale esclusione sia conseguenza delle rivelazioni dello stesso McGraw. Ad ogni modo, McGraw-Hill ha dichiarato che le informazioni divulgate da McGraw non erano di natura confidenziale e che non aveva avuto intenzione di partecipare all'evento.